# Caccobius ferrugineus
Caccobius ferrugineus är en skalbaggsart som beskrevs av Fahraeus 1857. Caccobius ferrugineus ingår i släktet Caccobius och familjen bladhorningar. Inga underarter finns listade.